# دينيش باتل
دينيش باتل (بالإنجليزية: Dinesh Patel)‏ هو لاعب كرة قاعدة هندي، ولد في 8 مايو 1989 في لكهنؤ في الهند.

## وصلات خارجية
- دينيش باتل على موقعبيزبول رفرنس.كوم (الدوري الثانوي) (الإنجليزية)